# Sehonghong Community
Sehonghong Community är en gemenskap i Lesotho.   Den ligger i distriktet Thaba-Tseka, i den östra delen av landet, 140 km öster om huvudstaden Maseru.